# Ładza
Ładza (deutsch Salzbrunn, auch Obersalzbrunn) ist eine Ortschaft in Oberschlesien. Ładza liegt in der Gemeinde Pokój im Powiat Namysłowski in der polnischen Woiwodschaft Opole.

## Geographie

### Geographische Lage
Ładza liegt im nordwestlichen Teil Oberschlesiens. Ładza liegt etwa acht Kilometer südlich vom Gemeindesitz Pokój, etwa 31 Kilometer südöstlich der Kreisstadt Namysłów und 23 Kilometer nördlich von der Woiwodschaftshauptstadt Oppeln.
Das Dorf liegt Mitten im Landschaftsschutzpark Stobrawski. Ładza liegt an der Woiwodschaftsstraße Droga wojewódzka 454.

### Ortsteile
Zu Ładza gehört die südöstlich liegende Kolonie Kup Mały (dt. Kolonie Salzbrunn).

### Nachbarorte
Nachbarorte von Ładza sind im Nordwesten Krzywa Góra (Blumenthal), im Nordosten Tauenzinow (poln. Okoły), im Osten Grabczok, im Süden Kup (poln. Kup) und im Südwesten Hirschfelde (poln. Kaniów).

## Geschichte

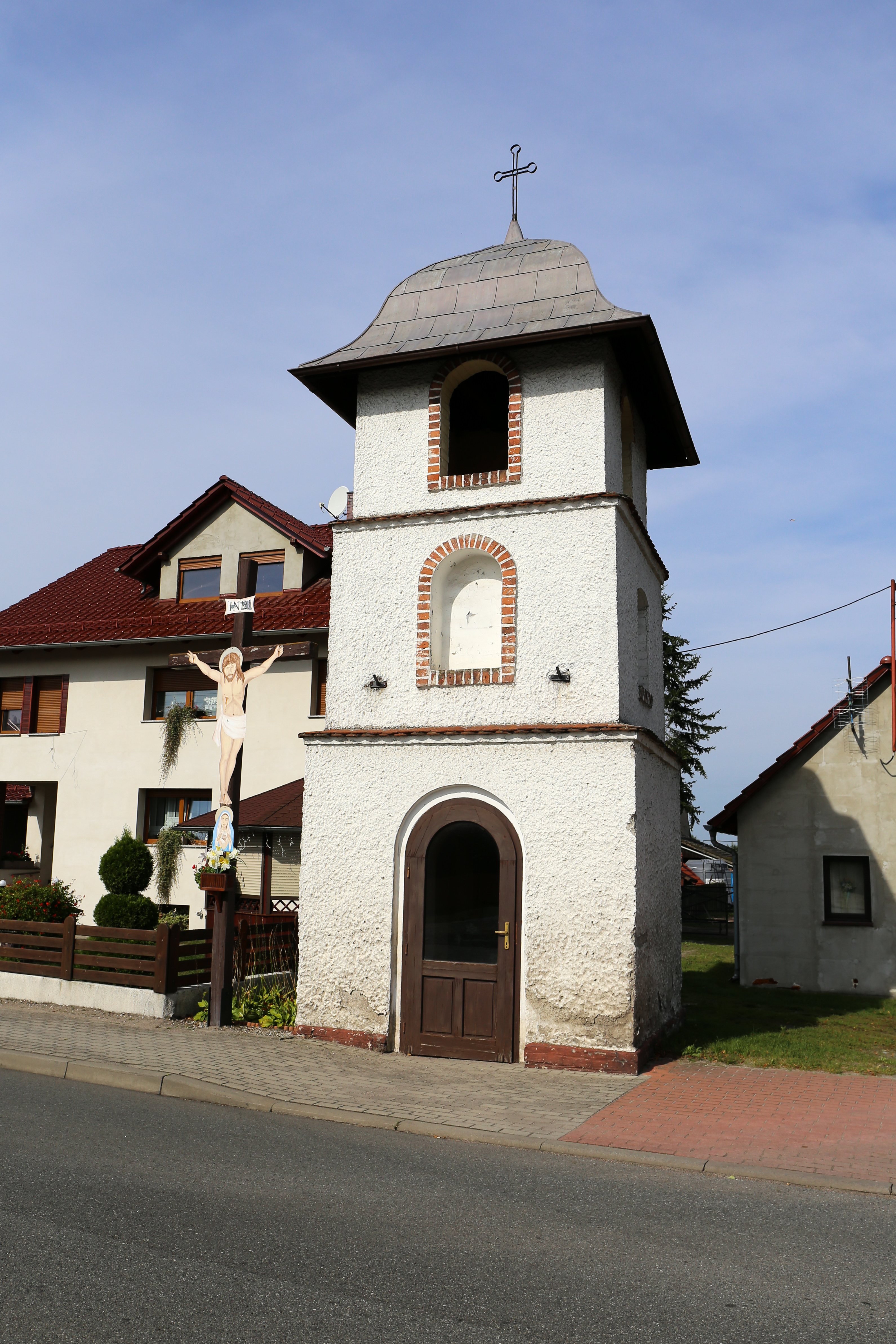
Glockenkapelle

Das Dorf Salzbrunn wurde 1770 als Kolonie im Zuge der Friderizianischen Kolonisation gegründet. Die Siedler stammten vorwiegend aus Oberschlesien.
Nach der Neuorganisation der Provinz Schlesien gehörte die Landgemeinde Salzbrunn ab 1816 zum Landkreis Oppeln im Regierungsbezirk Oppeln. 1845 bestanden im Dorf 43 Häuser. Im gleichen Jahr lebten in Salzbrunn 259 Menschen, davon neun evangelisch. 1874 wurde der Amtsbezirk Murow gegründet, zu dem Salzbrunn eingegliedert wurde.
Bei der Volksabstimmung in Oberschlesien am 20. März 1921 stimmten in der Landgemeinde Salzbrunn 271 Wahlberechtigte für einen Verbleib bei Deutschland und 220 für Polen. Salzbrunn verblieb beim Deutschen Reich. 1933 lebten 626, 1939 wiederum 602 Menschen in Salzbrunn. Bis 1945 befand sich der Ort im Landkreis Oppeln.
1945 kam der bisher deutsche Ort Salzbrunn unter polnische Verwaltung und wurde in Ładza umbenannt und der Woiwodschaft Schlesien angeschlossen. 1950 kam der Ort zur Woiwodschaft Opole. Mit Abschluss des Zwei-plus-Vier-Vertrages im Jahr 1991 endete die völkerrechtliche Verwaltung des Ortes und er wurde Teil Polens. 1999 kam der Ort zum Powiat Namysłowski.

## Sehenswürdigkeiten
- Glockenkapelle an der ul. Wolności
- Wegekreuz an der ul. Wolności